# St. Peter und Paul (Opole)

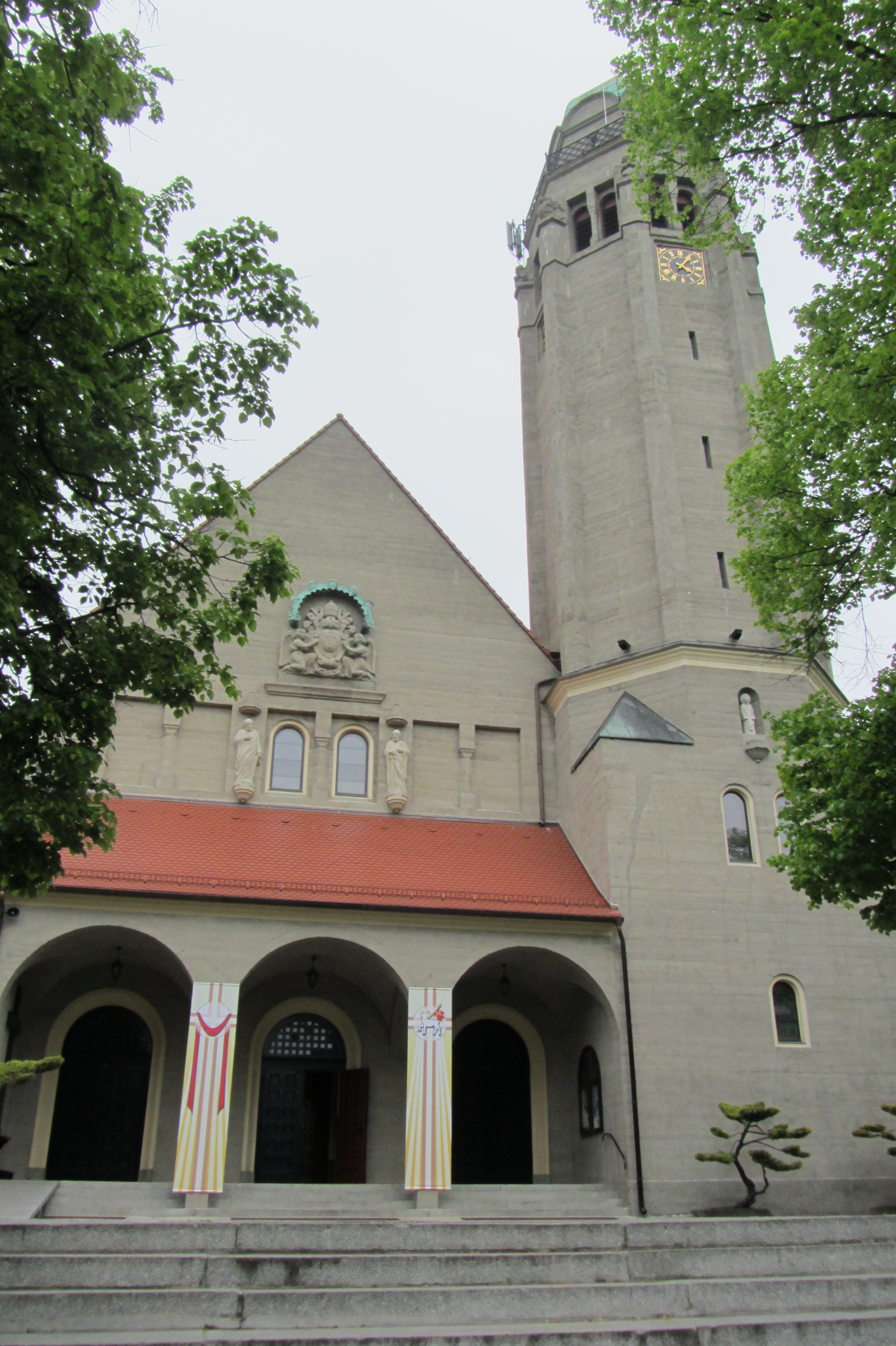
Kirche St. Peter und Paul, Vorderansicht

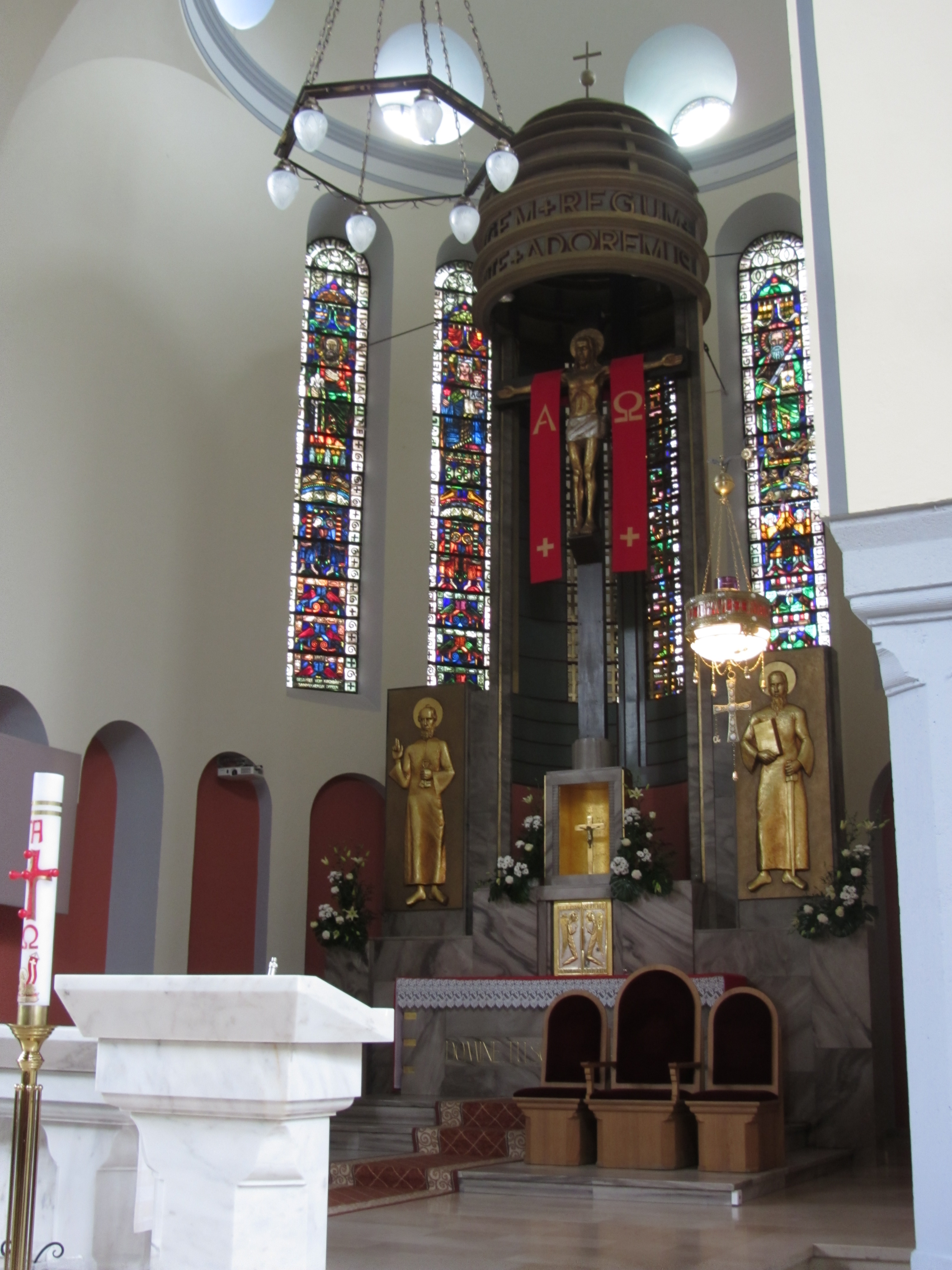
Hochaltar

St. Peter und Paul (polnisch Kościół Świętych Apostołów Piotra i Pawła) ist eine römisch-katholische Kirche in der Stadt Opole (dt. Oppeln) im heutigen Polen. Die aus Beton errichtete dreischiffige Basilika befindet sich im Osten der Stadt am heutigen Plac Mickiewicza und wurde 1925 als zweite Stadtpfarrkirche geweiht.

## Geschichte
Mit dem Wachstum der Stadt Oppeln und einer immer größer werdenden Zahl an Gemeindemitgliedern in der Pfarrei Zum Heiligen Kreuz war die Errichtung einer neuen Pfarrei und Kirche im Osten der Stadt nötig geworden. Gottesdienste wurden im Osten der Stadt in der ehemaligen Oberrealschule oder in der Nahe gelegenen Kaserne abgehalten. Aufgrund der Bemühungen von Prälat Joseph Kubis konnte am 23. April 1923 mit dem Bau der St.-Peter-und-Paul-Kirche am damaligen Straßburger Platz (heute: plac Mickiewicza) begonnen werden. Die Grundsteinlegung erfolgte am 19. Juni 1924. Architekt der Kirche war Arthur Reck. Trotz der schwierigen Zeiten konnte die Kirche von Jahr und Jahr stetig wachsen. Spenden kamen unter anderem auch aus Amerika. Die Glocken wurden von Kaufleuten und Handwerkern aus Oppeln gestiftet. Die Firma Hermann Kügler führte die Mauerarbeiten durch, welche bereits unter anderem die alte Kaserne, das Krankenhaus oder acht verschiedene Kirchen im Umkreis von Oppeln erbauten.
Im Mai 1925 wurde die Pfarrei Peter und Paul geschaffen und zählte zunächst 8.000 Gemeindemitglieder. Erster Pfarrer der neugegründeten Pfarrei war Francis Sonnek. Am 26. Oktober 1925 konnte die St.-Peter-und-Paul-Kirche durch den Breslauer Bischof Adolf Bertram geweiht werden. Mit der Einweihung waren jedoch nicht sämtliche Arbeiten an der Kirche abgeschlossen. Ende 1925 erfolgte noch der Einbau des Taufsteins, 1926 wurde die Turmuhr eingebaut, und die Orgel wurde 1929 fertiggestellt. Die Einweihung des Hochaltars erfolgte am 1. Weihnachtstag 1930. Bis 1945 erhöhte sich die Gemeindemitgliederzahl auf 12.8000 Menschen.
Einer der Stifter der Kirche war Papst Pius XI., der sich 1920 noch als Erzbischof Achille Ratti wegen der Volksabstimmung in Oberschlesien in Oppeln aufhielt. Daher befinden sich in der Kirche das päpstliche Wappen sowie eine nach dem Bau gestiftete vergoldete Tiara.

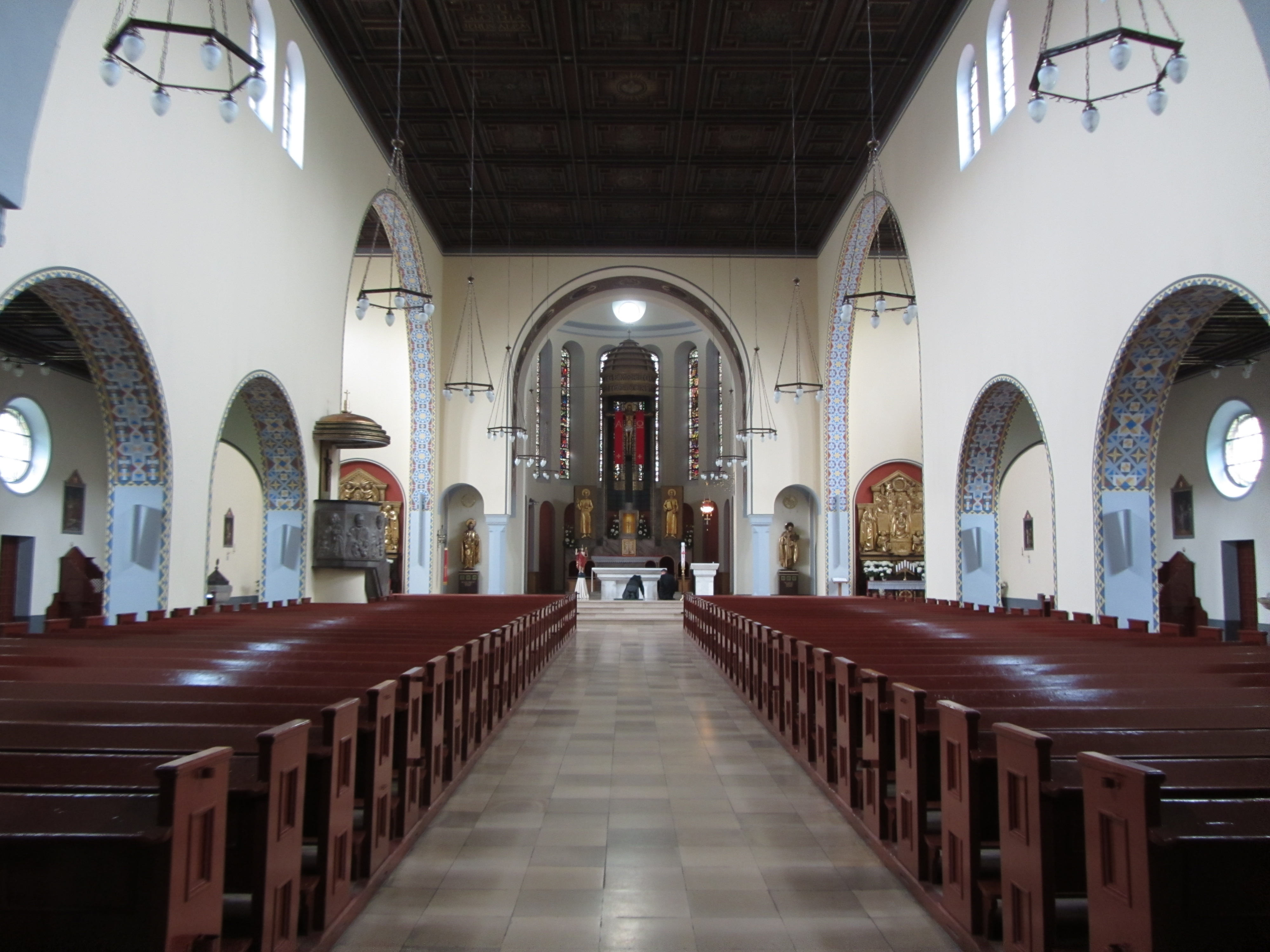
Blick in den Innenraum
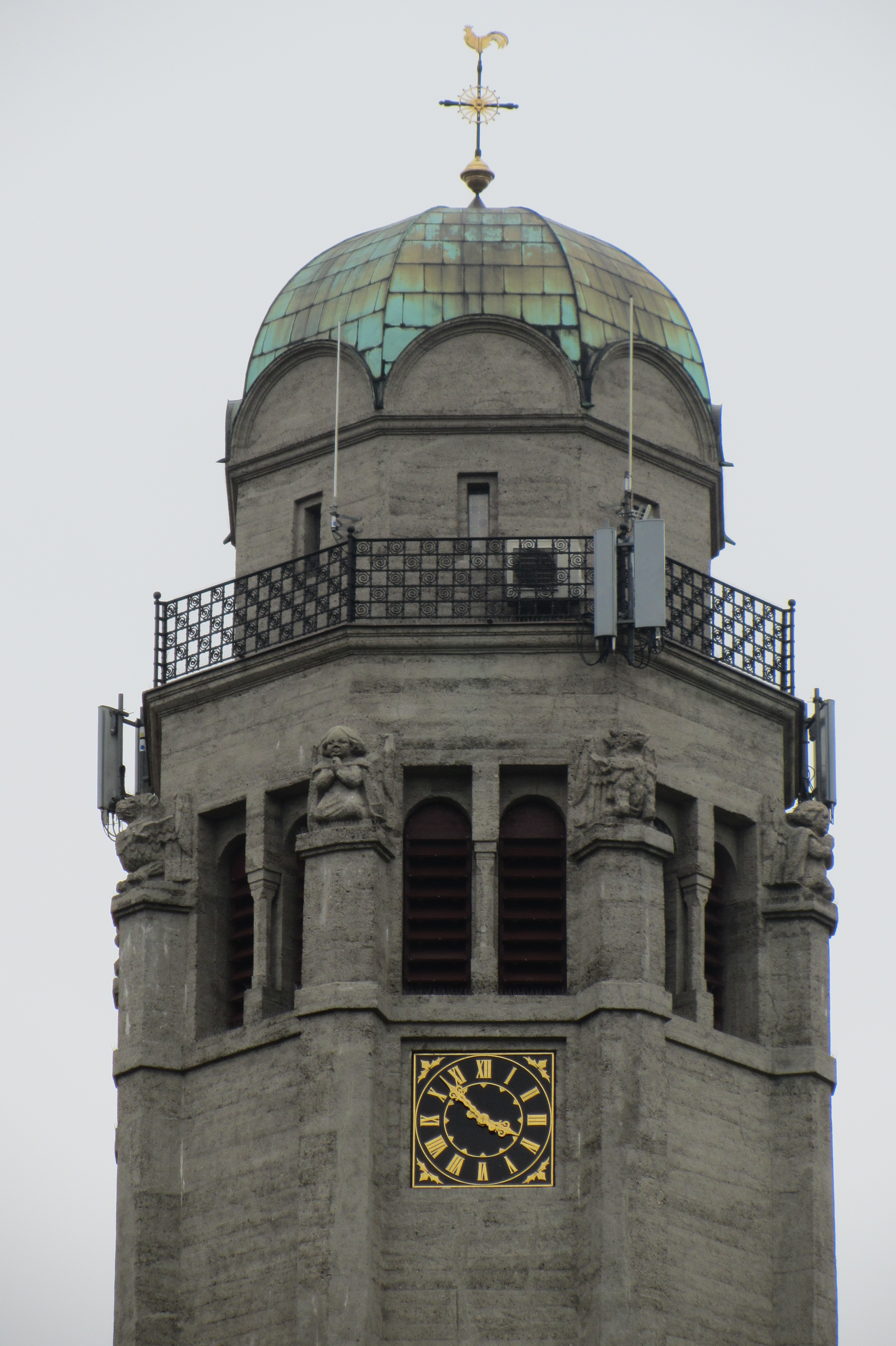
Turmspitze
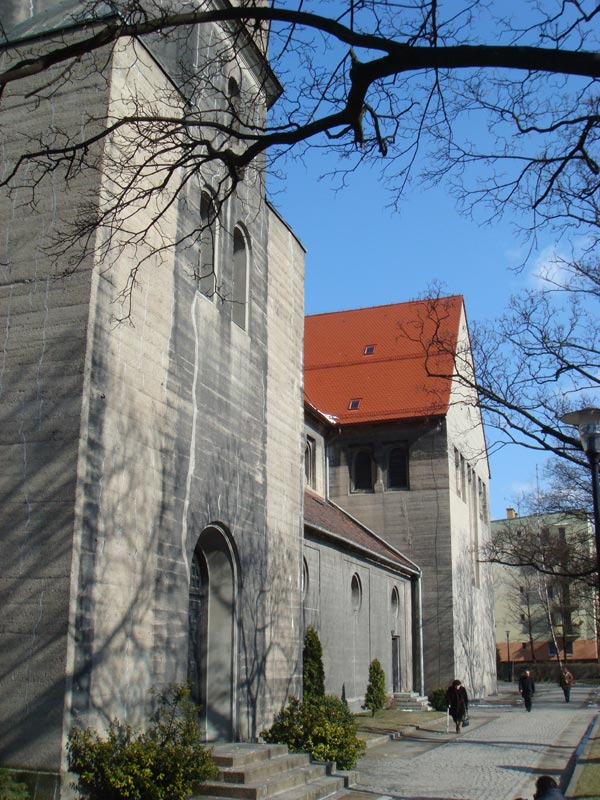
Seitenschiff der Kirche
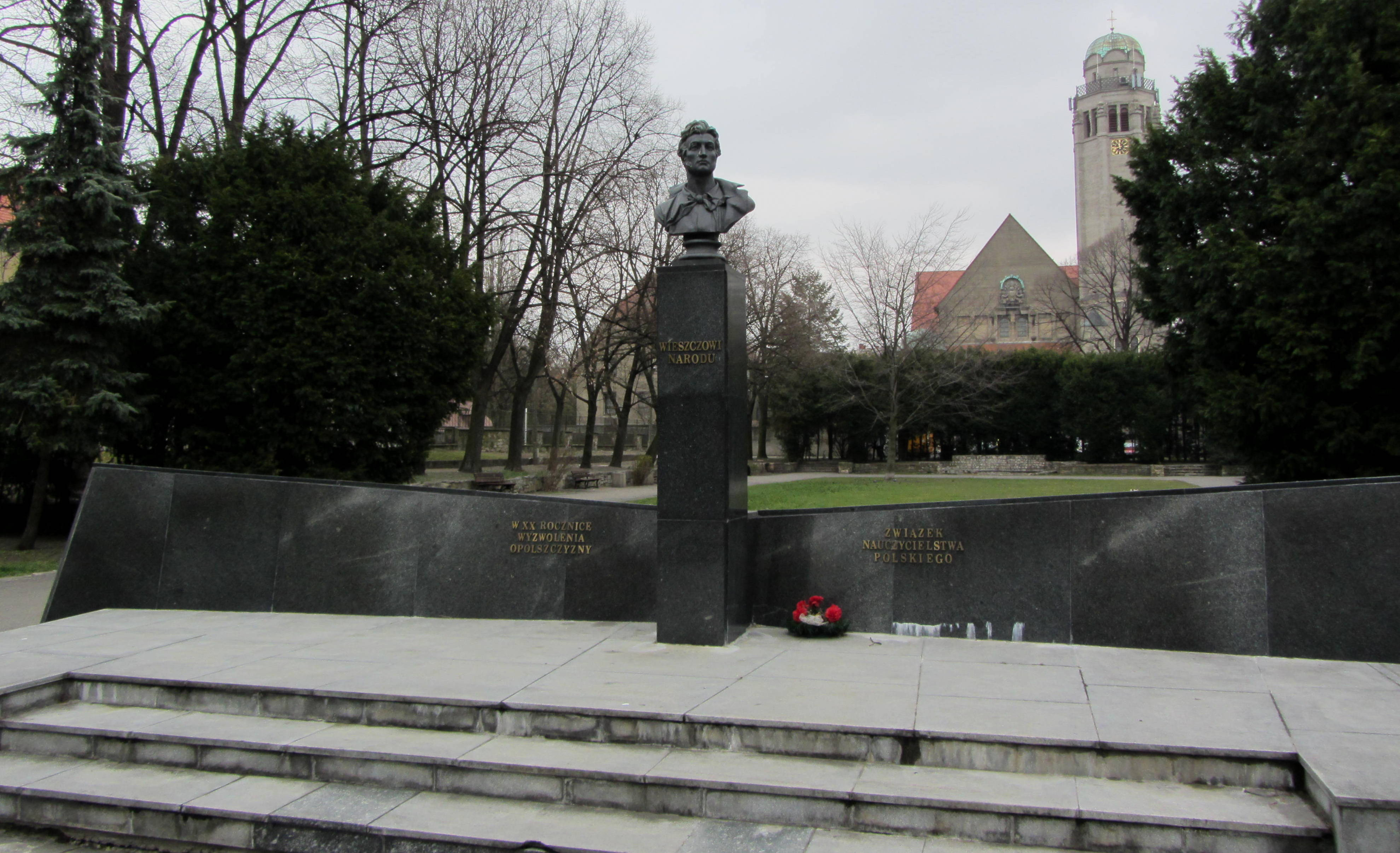
Plac Mickiewicz mit Denkmal – Im Hintergrund die Peter-und-Paul-Kirche
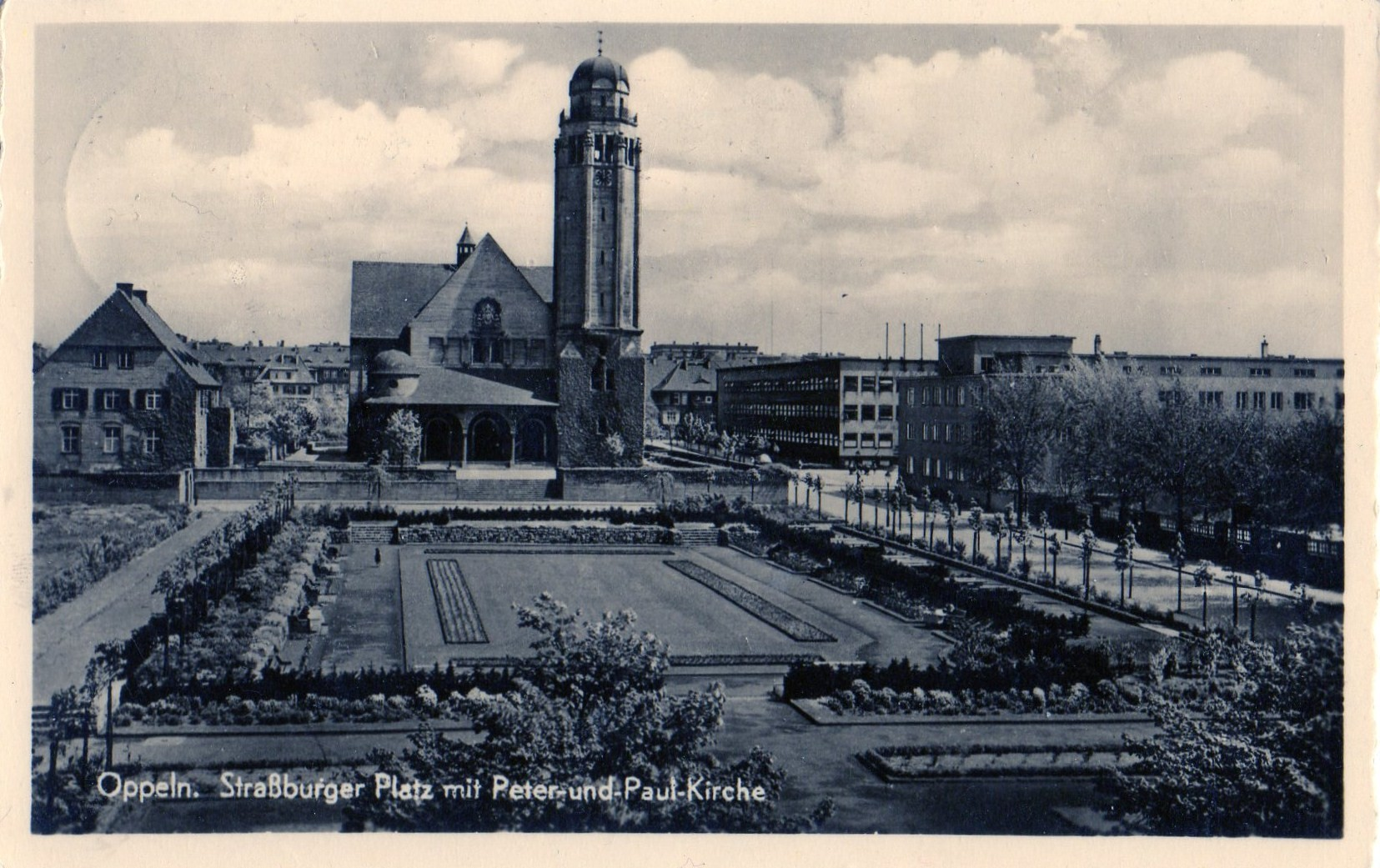
Ansicht der Kirche aus den 1930er Jahren